# Wereldkampioenschap superbike van Losail 2005
Het wereldkampioenschap superbike van Losail 2005 was de eerste ronde van het wereldkampioenschap superbike en het wereldkampioenschap Supersport 2005. De races werden verreden op 26 februari 2005 op het Losail International Circuit nabij Doha, Qatar.

## Superbike

### Race 1
De race werd na 10 ronden stilgelegd. Later werd de race herstart over een lengte van 8 ronden. De uitslagen van deze races werden bij elkaar opgeteld zodat hier een einduitslag uit opgemaakt kon worden.
| Pos | Nr  | Rijder              | Constructeur | Rondes | Tijd           | Grid | Punten |
| --- | --- | ------------------- | ------------ | ------ | -------------- | ---- | ------ |
| 1   | 11  | Troy Corser         | Suzuki       | 18     | 37:10.394      | 2    | 25     |
| 2   | 71  | Yukio Kagayama      | Suzuki       | 18     | +3.065         | 4    | 20     |
| 3   | 55  | Régis Laconi        | Ducati       | 18     | +3.496         | 1    | 16     |
| 4   | 88  | Andrew Pitt         | Yamaha       | 18     | +14.714        | 5    | 13     |
| 5   | 41  | Noriyuki Haga       | Yamaha       | 18     | +20.300        | 7    | 11     |
| 6   | 1   | James Toseland      | Ducati       | 18     | +20.562        | 13   | 10     |
| 7   | 22  | Iván Silva          | Yamaha       | 18     | +22.031        | 9    | 9      |
| 8   | 77  | Chris Vermeulen     | Honda        | 18     | +22.188        | 8    | 8      |
| 9   | 31  | Karl Muggeridge     | Honda        | 18     | +26.929        | 18   | 7      |
| 10  | 3   | Norifumi Abe        | Yamaha       | 18     | +27.231        | 15   | 6      |
| 11  | 200 | Giovanni Bussei     | Kawasaki     | 18     | +38.995        | 12   | 5      |
| 12  | 20  | Marco Borciani      | Yamaha       | 18     | +42.208        | 16   | 4      |
| 13  | 10  | Fonsi Nieto         | Ducati       | 18     | +43.494        | 19   | 3      |
| 14  | 9   | Chris Walker        | Kawasaki     | 18     | +44.894        | 11   | 2      |
| 15  | 99  | Steve Martin        | Petronas     | 18     | +49.673        | 20   | 1      |
| 16  | 155 | Ben Bostrom         | Honda        | 18     | +53.884        | 28   |        |
| 17  | 24  | Garry McCoy         | Petronas     | 18     | +1:01.558      | 25   |        |
| 18  | 6   | Mauro Sanchini      | Kawasaki     | 18     | +1:04.028      | 24   |        |
| 19  | 45  | Gianluca Vizziello  | Yamaha       | 18     | +1:05.885      | 21   |        |
| 20  | 17  | Miguel Praia        | Yamaha       | 18     | +1:27.742      | 22   |        |
| DNF | 32  | Sébastien Gimbert   | Yamaha       | 13     | Ongeluk        | 3    |        |
| DNF | 57  | Lorenzo Lanzi       | Ducati       | 13     | Ongeluk        | 17   |        |
| DNF | 76  | Max Neukirchner     | Honda        | 13     | Schade ongeluk | 14   |        |
| DNF | 25  | Alessio Velini      | Ducati       | 8      | Uitgevallen    | 27   |        |
| DNF | 8   | Ivan Clementi       | Kawasaki     | 6      | Uitgevallen    | 23   |        |
| DNF | 19  | Lucio Pedercini     | Ducati       | 3      | Uitgevallen    | 26   |        |
| DNF | 95  | Talal Al Nuami      | Yamaha       | 2      | Uitgevallen    | 29   |        |
| DNF | 7   | Pierfrancesco Chili | Honda        | 0      | Uitgevallen    | 10   |        |
| DNF | 30  | José Luis Cardoso   | Yamaha       | 0      | Uitgevallen    | 6    |        |

### Race 2
| Pos | Nr  | Rijder              | Constructeur | Rondes | Tijd           | Grid | Punten |
| --- | --- | ------------------- | ------------ | ------ | -------------- | ---- | ------ |
| 1   | 71  | Yukio Kagayama      | Suzuki       | 18     | 37:00.062      | 4    | 25     |
| 2   | 55  | Régis Laconi        | Ducati       | 18     | +2.454         | 1    | 20     |
| 3   | 11  | Troy Corser         | Suzuki       | 18     | +5.959         | 2    | 16     |
| 4   | 77  | Chris Vermeulen     | Honda        | 18     | +7.245         | 8    | 13     |
| 5   | 7   | Pierfrancesco Chili | Honda        | 18     | +8.600         | 10   | 11     |
| 6   | 1   | James Toseland      | Ducati       | 18     | +8.601         | 13   | 10     |
| 7   | 3   | Norifumi Abe        | Yamaha       | 18     | +9.731         | 15   | 9      |
| 8   | 76  | Max Neukirchner     | Honda        | 18     | +11.501        | 14   | 8      |
| 9   | 88  | Andrew Pitt         | Yamaha       | 18     | +11.790        | 5    | 7      |
| 10  | 32  | Sébastien Gimbert   | Yamaha       | 18     | +11.808        | 3    | 6      |
| 11  | 41  | Noriyuki Haga       | Yamaha       | 18     | +21.364        | 7    | 5      |
| 12  | 57  | Lorenzo Lanzi       | Ducati       | 18     | +25.875        | 17   | 4      |
| 13  | 10  | Fonsi Nieto         | Ducati       | 18     | +34.084        | 19   | 3      |
| 14  | 200 | Giovanni Bussei     | Kawasaki     | 18     | +34.119        | 12   | 2      |
| 15  | 6   | Mauro Sanchini      | Kawasaki     | 18     | +47.446        | 24   | 1      |
| 16  | 24  | Garry McCoy         | Petronas     | 18     | +48.647        | 25   |        |
| 17  | 45  | Gianluca Vizziello  | Yamaha       | 18     | +1:03.995      | 21   |        |
| 18  | 17  | Miguel Praia        | Yamaha       | 18     | +1:05.222      | 22   |        |
| DNF | 99  | Steve Martin        | Petronas     | 16     | Uitgevallen    | 20   |        |
| DNF | 20  | Marco Borciani      | Yamaha       | 12     | Ongeluk        | 16   |        |
| DNF | 95  | Talal Al Nuami      | Yamaha       | 10     | Uitgevallen    | 29   |        |
| DNF | 9   | Chris Walker        | Kawasaki     | 9      | Ongeluk        | 11   |        |
| DNF | 31  | Karl Muggeridge     | Honda        | 9      | Schade ongeluk | 18   |        |
| DNF | 22  | Iván Silva          | Yamaha       | 6      | Uitgevallen    | 9    |        |
| DNF | 8   | Ivan Clementi       | Kawasaki     | 5      | Uitgevallen    | 23   |        |
| DNF | 25  | Alessio Velini      | Ducati       | 3      | Uitgevallen    | 27   |        |
| DNF | 19  | Lucio Pedercini     | Ducati       | 2      | Uitgevallen    | 26   |        |
| DNF | 155 | Ben Bostrom         | Honda        | 0      | Uitgevallen    | 28   |        |
| DNF | 30  | José Luis Cardoso   | Yamaha       | 0      | Ongeluk        | 6    |        |

## Supersport
| Pos | Nr | Rijder                   | Constructeur | Rondes | Tijd        | Grid | Punten |
| --- | -- | ------------------------ | ------------ | ------ | ----------- | ---- | ------ |
| 1   | 21 | Katsuaki Fujiwara        | Honda        | 18     | 37:54.414   | 2    | 25     |
| 2   | 16 | Sébastien Charpentier    | Honda        | 18     | +5.462      | 1    | 20     |
| 3   | 84 | Michel Fabrizio          | Honda        | 18     | +13.970     | 3    | 16     |
| 4   | 11 | Kevin Curtain            | Yamaha       | 18     | +28.713     | 5    | 13     |
| 5   | 99 | Fabien Foret             | Honda        | 18     | +31.316     | 4    | 11     |
| 6   | 23 | Broc Parkes              | Yamaha       | 18     | +32.459     | 7    | 10     |
| 7   | 8  | Stéphane Chambon         | Honda        | 18     | +36.842     | 8    | 9      |
| 8   | 12 | Javier Forés             | Suzuki       | 18     | +42.491     | 9    | 8      |
| 9   | 69 | Gianluca Nannelli        | Ducati       | 18     | +54.930     | 10   | 7      |
| 10  | 25 | Tatu Lauslehto           | Honda        | 18     | +59.092     | 11   | 6      |
| 11  | 14 | Andrea Berta             | Ducati       | 18     | +1:31.728   | 17   | 5      |
| 12  | 58 | Tomáš Mikšovský          | Honda        | 18     | +1:36.071   | 16   | 4      |
| 13  | 59 | Paweł Szkopek            | Honda        | 18     | +1:47.590   | 14   | 3      |
| 14  | 15 | Matteo Baiocco           | Kawasaki     | 17     | +1 ronde    | 18   | 2      |
| DNF | 24 | Christophe Cogan         | Suzuki       | 14     | Ongeluk     | 6    |        |
| DNF | 30 | Alessandro Antonello     | Kawasaki     | 10     | Ongeluk     | 12   |        |
| DNF | 48 | David García             | Kawasaki     | 9      | Ongeluk     | 13   |        |
| DNF | 3  | Jurgen van den Goorbergh | Ducati       | 8      | Uitgevallen | 15   |        |

## Tussenstanden na wedstrijd

### Superbike
| Pos | Nr | Rijder          | Team   | Punten |
| --- | -- | --------------- | ------ | ------ |
| 1   | 71 | Yukio Kagayama  | Suzuki | 45     |
| 2   | 11 | Troy Corser     | Suzuki | 41     |
| 3   | 55 | Régis Laconi    | Ducati | 36     |
| 4   | 77 | Chris Vermeulen | Honda  | 21     |
| 5   | 88 | Andrew Pitt     | Yamaha | 20     |

### Supersport
| Pos | Nr | Rijder                | Team   | Punten |
| --- | -- | --------------------- | ------ | ------ |
| 1   | 21 | Katsuaki Fujiwara     | Honda  | 25     |
| 2   | 16 | Sébastien Charpentier | Honda  | 20     |
| 3   | 84 | Michel Fabrizio       | Honda  | 16     |
| 4   | 11 | Kevin Curtain         | Yamaha | 13     |
| 5   | 99 | Fabien Foret          | Honda  | 11     |

2005 · 2006 · 2007 · 2008 · 2009 · 2014 · 2015 · 2016 · 2017 · 2018 · 2019